# Thornton (Colorado)
Thornton város az Amerikai Egyesült Államokban, Colorado államban,     Adams és Weld megyében. Lakosainak száma 141 867 fő (2020. április 1.).

## Népesség
A település népességének változása:

| 2010 | 118 772 |
| 2020 | 141 867 |